# Gueorgui Dimitrov (futbolista, 1966)
|  | No s'ha de confondre amb Gueorgui Dimitrov (desambiguació). |

Gueorgui Dimitrov (Plòvdiv, 10 de setembre de 1966) era un futbolista búlgar que ocupava la posició de davanter.

## Trajectòria
Provinent del Lokomotiv Plòvdiv, club en el qual militava des de 1987, fitxa pel RCD Mallorca a l'abril de 1991. Debuta a la primera divisió espanyola l'1 de maig d'eixe any, en partit que va enfrontar el seu equip contra el FC Barcelona. Va ser l'única aparició del búlgar amb els illencs en Lliga.
No hi té continuïtat, i en finalitzar la temporada retorna al seu país per militar al Levski Sofia. Posteriorment jugaria a l'Altay Izmir turc i de nou al Lokomotiv, on es retiraria el 1998.